# Tecken som stöd för avläsning
Tecken som stöd för avläsning (TSS) är en kommunikationsmetod som används främst av vuxendöva för att underlätta kommunikationen där den ena parten förlorat hörseln i vuxen ålder. För att underlätta avläsebilden (läppavläsningen) används enstaka tecken från det svenska teckenspråket. Till skillnad från detta språk, följer emellertid TSS helt den svenska grammatiken och följer samma ordföljd som talad svenska endast de ord vars avläsebild vållar den avläsande svårigheter tecknas
. Den hörselsnedsatta parten tecknar inte, eftersom han/hon kan prata som vanligt trots hörselnedsättningen. Två eller fler hörselsnedsatta kommunicerar alla med hjälp av TSS. Metoden används också för att tolka föredrag inför auditorium med hörselskadade deltagare och till stöd åt den hörselskadade vid kommunikation med sjukvård, myndigheter och annat. (S.k. vardagstolkning.)